# زاك ري
زاك ري (بالإنجليزية: Zach Rey) هو مصارع هاوي أمريكي، ولد في 27 مارس 1989.

## روابط خارجية
- زاك ري على موقع قاعدة بيانات المصارعة الدولية (الإنجليزية)